# David Svensson (konstnär)
David Anders Petter Svensson, född 19 juli 1973 i Skillingaryd, är en svensk skulptör och målare.

## Biografi
David Svensson utbildade sig i grafisk design vid HDK vid Göteborgs universitet 1993-1995, vid Kunsthøgskolen i Oslo 1995-1997, vid Kungl. Konsthögskolan i Stockholm 1997-1998 och tog slutligen sin magisterexamen vid Konsthögskolan i Malmö 1998-2000.
David Svensson bor och arbetar i Malmö. Han har bland annat ställt ut på Moderna museet i Stockholm, Malmö Konsthall, Artipelag och Hallands Konstmuseum. Svensson är representerad vid bland annat Malmö Konstmuseum och Hallands Konstmuseum. 2017 invigdes hans permanenta ljusverk Life Line vid Station Odenplan, i Stockholm.
Svensson fick Malmö stads kulturstipendium 2001 och Carnegie Art Awards stipendium för unga konstnärer 2002.
| ”                                                                                      | David Svensson är rumsligheternas konstnär. Arkitekturen och rummet tillåts och inbjuds till ett samspel med konstverken. Rummet och objekten blir varandras komplement, men även självklara attribut. Konstverken förstärker rummet, de förhöjer, förnyar och visar oss möjligheter vi inte visste fanns. | „ |
| – Ur Stockholms Auktionsverks presentation av David Svensson inför auktion hösten 2010 | |   |

## Offentliga verk i urval
- Life Line, 2017, Citybanan, Station Odenplan, Stockholm, uppdragsgivare Trafikverket
- ljussättning i Finlandsparken i Stockholm, 2007 (tillsammans med Ulrika Sparre och ljusplaneraren Alexander Cederrot)
- Sun Set, lysrör och glasvägg i laminat, 2007, dagrum i Gastrocentrum på Karolinska Universitetssjukhuset Huddinge i Huddinge
- ljusverket Anamorf, 2009, ett spegelvänt citat av T.S. Eliot i lysrör gömt under gångbron Fredriques bro vid Munktellmuseet i Eskilstuna. Texten speglas nattetid i vattnet och är mer eller mindre tydbar, beroende på krusningarna i vattenytan.